# Triphora debilis
Triphora debilis är en orkidéart som först beskrevs av Rudolf Schlechter, och fick sitt nu gällande namn av Rudolf Schlechter. Triphora debilis ingår i släktet Triphora och familjen orkidéer. Inga underarter finns listade i Catalogue of Life.